# Петар Бајаловић
Петар Бајаловић (Шабац, 27. мај 1876 — Београд, 14. април 1947) био је српски архитекта.

## Биографија
Бајаловић потиче из старе београдске породице. Његов деда, Петар Бајало, дошао је у Београд из града Мостара око 1815. г., а 1842.г. подиже породичну кућу у улици Гаврила Принципа (срушена током савезничког бомбардовања Београда 1944. г.). 
Иако је рођен у Шапцу, где му је отац био на привременој служби као професор, Петар Бајаловић ће завршити и реалку и гимназију у Београду, након чега уписује Технички факултет који је завршио у Београду, а Политехнику на Техничкој Високој Школи у Карлсруеу.
Од 1906. до смрти био је је професор нацртне геометрије на Техничком факултету у Београду, где се истакао као одличан педагог.
Израдио је павиљон Краљевине Србије на међународној изложби у Риму 1911. године.
Његов брат био је Ђура Бајаловић, такође архитекта.

## Дела
Пројектовао је и извео:
- Српски павиљон на Међународној изложби у Риму (1911—12),
- Конаке у манастирима Каленићу и Љубостињи,
- Зграду Правног факултета у Београду,
- Коларчевог народног универзитета у Београду,
- Дом Светог Саве у Београду, Цара Душана 11,
- Зграда Друштва светог Саве у Београду, Цара Душана 11,
- Кућа Михаила Петровића Аласа у Београду, Косанчићев венац 22,
- Музичка школа ”СТАНКОВИЋ” у Београду, Кнеза Милоша 1,
- ”Дом ученица” у Београду, (данас Музичка школа ”МОКРАЊАЦ”), Крунска 8,
- Кућа Павла Матића у Београду, Доситејева 26,  која је септембра 2016. године, уз дозволу Завода за заштиту споменика културе Београда, срушена ради изградње новог стамбено-пословног објекта за рачун и потребе групе домаћих инвеститора а међу којима је и познати светски кошаркаш Марко Јарић супруг бразилске манекенке Адријане Лиме,
- Кућа Николе Крстића у Београду, угао Светогорске 15 и Влајковићеве улице.